# Подкопаева, Анна Николаевна
А́нна Никола́евна Подкопа́ева (до 2017 года — Мало́ва, род. 16 апреля 1990, Ульяновск) — российская волейболистка, либеро, мастер спорта международного класса.

## Спортивная биография
Анна Малова начинала играть в Ульяновске в 2004 году в секции волейбола при спорткомплексе «Торпедо» под руководством тренера Эмиля Шамиловича Замалетдинова. В 17 лет отправилась в Самару, где выступала за местную «Искру» и освоила амплуа либеро (в начале карьеры спортсменка играла на позиции связующей).
В 2009 году в связи с расформированием самарского клуба переехала в Уфу. По итогам сезона-2011/12 её команда, «Уфимочка»-УГНТУ, завоевала право играть в Суперлиге, а в первом чемпионате на высшем уровне заняла 9-е место. Два игрока «Уфимочки», Анастасия Шляховая и Анна Малова, привлекли своей игрой внимание главного тренера сборной России Юрия Маричева и были вызваны на сбор национальной команды.
Первые матчи за сборную Анна Малова провела в мае 2013 года на турнире «Монтрё Волей Мастерс», по итогам которого российские волейболистки заняли второе место. Тем же летом стала победительницей Кубка Бориса Ельцина и Универсиады в Казани, причём из-за травм либеро Светланы Крючковой и Александры Виноградовой, Малова являлась единственной представительницей этого амплуа в команде. 2 августа 2013 года в Кампинасе в матче против США дебютировала в официальном соревновании национальных сборных — Гран-при. В сентябре Анна выиграла золотую медаль чемпионата Европы в Германии и Швейцарии, а в ноябре выступала за сборную на Всемирном Кубке чемпионов. На этих турнирах она делила игровое время со Светланой Крючковой, выходя на площадку при подаче своей команды и отвечая прежде всего за игру в защите, в то время как на Крючкову ложилась нагрузка в приёме.
В январе 2014 года Анна Малова перешла из «Уфимочки» в московское «Динамо». В составе столичной команды выиграла Кубок России, дважды становилась чемпионкой страны и серебряным призёром национального первенства.
В международном сезоне 2014 года Анна Малова играла во всех турнирах сборной России, занявшей 3-е место на «Монтрё Волей Мастерс», 2-е место на Кубке Ельцина и выигравшей бронзовые награды Мирового Гран-при. В следующем году она стала победительницей Кубка Ельцина, серебряным призёром Гран-при и, во второй раз, чемпионкой Европы. По итогам Гран-при и континентального первенства Малова выбиралась организаторами в символическую сборную. В августе 2016 года выступала на олимпийском турнире в Рио-де-Жанейро.
В мае 2017 года Анна Малова объявила о решении сделать перерыв в карьере. Вернувшись в волейбол после рождения дочери, в сентябре 2018 года подписала контракт с «Уралочкой». В мае 2019 года перешла в «Динамо-Казань». В составе команды из столицы Татарстана выступала на протяжении трёх сезонов, выиграв чемпионат России (2019/20) и три розыгрыша Кубка страны. 
В июне 2022 года Анна Подкопаева вернулась в московское «Динамо».

## Достижения

### Со сборными
- Чемпионка Всемирной Универсиады (2013).
- 2-кратная чемпионка Европы (2013, 2015).
- Серебряный (2015) и бронзовый (2014) призёр Гран-при.
- Победитель Кубка Ельцина (2013, 2015), серебряный (2014) и бронзовый (2011) призёр Кубка Ельцина.
- Серебряный (2013) и бронзовый (2014) призёр «Монтрё Волей Мастерс».
- Чемпионка всероссийской Спартакиады (2022) в составе сборной Москвы.

### В клубной карьере
- 4-кратная чемпионка России (2015/16, 2016/17, 2019/20, 2022/23), серебряный (2013/14, 2014/15) и бронзовый (2018/19, 2020/21) призёр чемпионатов России.
- 6-кратный победитель Кубка России (2013, 2019, 2020, 2021, 2022, 2023), серебряный (2016) и бронзовый (2014, 2015) призёр Кубка России.
- двукратный обладатель Суперкубка России (2020, 2023).
- Обладатель Кубка Столетия (2023).

### Индивидуальные призы
- Лучшая либеро «Финала шести» Гран-при (2015).
- Лучшая либеро чемпионата Европы (2015).
- Лучшая либеро «Финала шести» Кубка России (2013, 2014).
- Лучшая либеро «Финала четырёх» чемпионата России (2016).
- Лучшая либеро «Финала четырёх» Кубка России (2019, 2021).
- Лучшая либеро чемпионата России (2020/21).

## Семья, личная жизнь
Старшая сестра Анны Маловой Елена — чемпионка Европы по морскому многоборью. Отец спортсменок, Николай Малов — тренер по лёгкой атлетике.
В 2013 году Анна Малова окончила Уфимский государственный нефтяной технический университет.
В 2017 году вышла замуж за волейбольного тренера Андрея Подкопаева. 4 апреля 2018 года у неё родилась дочь Вера.

## Награды
- Почётная грамота Президента Российской Федерации (19 июля 2013 года) — за высокие спортивные достижения на XXVII Всемирной летней универсиаде 2013 года в городе Казани[16].